# Visita medica (programma televisivo)
Visita medica è stato un programma televisivo italiano, andato in onda nel periodo 1989-1990 sul circuito Fininvest (oggi Mediaset), e trasmesso da Canale 5 nella fascia pomeridiana (ore 16.00 - 16.30) con replica il mattino seguente. La prima puntata è andata in onda lunedì 9 ottobre 1989.
Lo scopo che viene dichiarato della trasmissione era quello di dare una risposta a quanti, per problemi di salute più o meno importanti, non si sentono adeguatamente seguiti dal medico di base. In ogni puntata i due medici-conduttori (Pier Gildo Bianchi, anatomopatologo noto per aver effettuato l'autopsia al cervello di Mussolini, e Giovanna Cremonesi, internista) esaminavano due casi clinici su reali pazienti.